# Крупін (Олецький повіт)
Крупін (пол. Krupin, нім. Krupinnen) — село в Польщі, у гміні Велички Олецького повіту Вармінсько-Мазурського воєводства.
Населення — 178 осіб (2011).
У 1975-1998 роках село належало до Сувальського воєводства.

## Демографія
Демографічна структура станом на 31 березня 2011 року:
|          | Загалом | Допрацездатний вік | Працездатний вік | Постпрацездатний вік |
| -------- | ------- | ------------------ | ---------------- | -------------------- |
| Чоловіки | 94      | 28                 | 57               | 9                    |
| Жінки    | 84      | 22                 | 42               | 20                   |
| Разом    | 178     | 50                 | 99               | 29                   |